# Abd al-Kadir Bensalah
Abd al-Kadir Bensalah (arab. عبد القـادر بن صالح; ur. 24 listopada 1941 w gminie Fallausan, zm. 22 września 2021 w Algierze) – algierski polityk, przewodniczący Rady Narodu od 2 lipca 2002 do 9 kwietnia 2019, pełniący obowiązki prezydenta Algierii od 2 kwietnia do 19 grudnia 2019.